# Embalse de San Quirico Safaja
El embalse de San Quircio Safaja es una infraestructura hidráulica española situada sobre el río Tenes, formada por una presa situada en el término municipal de San Quircio Safaja, comarca del Moyanés, en la provincia de Barcelona, Cataluña.
Recoge el agua de la cuenca alta del Tenes. La cola del embalse llega a tocar el límite municipal con el término de Castellcir.